# Distrito electoral federal 12 del estado de México
El XII Distrito Electoral Federal del Estado de México es uno de los 300 distritos electorales en los que se encuentra dividido el territorio de México para la elección de diputados federales y uno de los 40 en los que se divide el Estado de México. Su cabecera es Ixtapaluca.
El Distrito XII se localiza en la zona oriente del Valle de México, desde la distritación de 2014-2017 llevada a cabo por el Instituto Nacional Electoral el territorio del distrito electoral está conformado por la región occidental del municipio de Ixtapaluca. Posee 172 secciones electorales.

## Distritaciones anteriores

### Distritación 1996 - 2005
Entre 1996 a 2005 el territorio del Distrito XII estaba formado por los municipios de Atenco, Chiautla, Chiconcuac, Ixtapaluca, Papalotla y Texcoco, siendo su cabecera la ciudad de Texcoco.

### Distritación 2005 - 2017
Entre 2005 y 2017 el territorio del distrito electoral abarcaba en su totalidad el territorio del municipio de Ixtapaluca y algunas regiones del norte del municipio de Chalco.

### Distritación 2017 - 2022
Tras la distritación electoral nacional 2014-2017 llevada a cabo por el Instituto Nacional Electoral, el territorio del Distrito XII fue reducido y solo pasó a ser conformado por la región occidental del municipio de Ixtapaluca. Su cabecera distrital era Ixtapaluca.

## Diputados por el distrito
| Legislatura                                                | Periodo                                           | Diputado                      | Grupo parlamentario                  |
| ---------------------------------------------------------- | ------------------------------------------------- | ----------------------------- | ------------------------------------ |
| I                                                          | 7 de diciembre de 1857-17 de mayo de 1861         |                               |                                      |
| II                                                         | mayo de 1861-mayo de 1863                         |                               |                                      |
| III                                                        | 20 de octubre de 1863-1865                        |                               |                                      |
| IV                                                         | 5 de noviembre de 1867-14 de septiembre de 1868   |                               |                                      |
| V                                                          | 15 de septiembre de 1869-15 de septiembre de 1871 |                               |                                      |
| VI                                                         | 15 de septiembre de 1871-15 de septiembre de 1873 |                               |                                      |
| VII                                                        | 15 de septiembre de 1873-15 de septiembre de 1875 |                               |                                      |
| VIII                                                       | 15 de septiembre de 1875-22 de mayo de 1878       |                               |                                      |
| IX                                                         | 2 de septiembre de 1878-15 de septiembre de 1880  |                               |                                      |
| X                                                          | 16 de septiembre de 1880-15 de septiembre de 1882 |                               |                                      |
| XI                                                         | 16 de septiembre de 1882-15 de septiembre de 1884 |                               |                                      |
| XII                                                        | 16 de septiembre de 1884-15 de septiembre de 1886 |                               |                                      |
| XIII                                                       | 16 de septiembre de 1886-15 de septiembre de 1888 |                               |                                      |
| XIV                                                        | 16 de septiembre de 1888-15 de septiembre de 1890 |                               |                                      |
| XV                                                         | 16 de septiembre de 1890-15 de septiembre de 1892 |                               |                                      |
| XVI                                                        | 16 de septiembre de 1892-15 de septiembre de 1894 |                               |                                      |
| XVII                                                       | 16 de septiembre de 1894-15 de septiembre de 1896 |                               |                                      |
| XVIII                                                      | 16 de septiembre de 1896-15 de septiembre de 1898 |                               |                                      |
| XIX                                                        | 16 de septiembre de 1898-15 de septiembre de 1900 |                               |                                      |
| XX                                                         | 16 de septiembre de 1900-15 de septiembre de 1902 |                               |                                      |
| XXI                                                        | 16 de septiembre de 1902-15 de septiembre de 1904 |                               |                                      |
| XXII                                                       | 16 de septiembre de 1904-15 de septiembre de 1906 |                               |                                      |
| XXIII                                                      | 16 de septiembre de 1906-15 de septiembre de 1908 |                               |                                      |
| XXIV                                                       | 16 de septiembre de 1908-15 de septiembre de 1910 |                               |                                      |
| XXV                                                        | 16 de septiembre de 1910-15 de septiembre de 1912 |                               |                                      |
| XXVI                                                       | 16 de septiembre de 1912-10 de octubre de 1913    | Emilio Cárdenas               |                                      |
| XXVI (bis)                                                 | 16 de noviembre de 1913-5 de agosto de 1914       |                               |                                      |
| Constituyente                                              | 1 de diciembre de 1916-5 de febrero de 1917       | Juan Manuel Giffard           |                                      |
| XXVII                                                      | 15 de abril de 1917-31 de agosto de 1918          | Emilio Cárdenas               |                                      |
| XXVIII                                                     | 1 de septiembre de 1918-31 de agosto de 1920      |                               |                                      |
| XXIX                                                       | 1 de septiembre de 1920-31 de agosto de 1922      |                               |                                      |
| XXX                                                        | 1 de septiembre de 1922-31 de agosto de 1924      | José Guadalupe López          |                                      |
| El distrito 12 es suprimido en _. Es restablecido en 1972. |                                                   |                               |                                      |
| XLIX                                                       | 1 de septiembre de 1973-31 de agosto de 1976      | Abraham Talavera López        | Partido Revolucionario Institucional |
| L                                                          | 1 de septiembre de 1976-31 de agosto de 1979      | Cecilio Salas Gálvez          | Partido Revolucionario Institucional |
| LI                                                         | 1 de septiembre de 1979-31 de agosto de 1982      | Lorenzo Valdepeñas Machuca    | Partido Revolucionario Institucional |
| LII                                                        | 1 de septiembre de 1982-31 de agosto de 1985      | Maurilio Hernández González   | Partido Revolucionario Institucional |
| LIII                                                       | 1 de septiembre de 1985-31 de agosto de 1988      | Luis Pérez Díaz               | Partido Revolucionario Institucional |
| LIV                                                        | 1 de septiembre de 1988-31 de octubre de 1991     | Régulo Hernández Rivera       | Partido Acción Nacional              |
| LV                                                         | 1 de noviembre de 1991-31 de octubre de 1994      | Pablo Casas Jaime             | Partido Revolucionario Institucional |
| LVI                                                        | 1 de noviembre de 1994-31 de agosto de 1997       | José Francisco Lozada Chávez  | Partido Revolucionario Institucional |
| LVII                                                       | 1 de septiembre de 1997-25 de abril de 2000       | Alberto Martínez Miranda      | Partido de la Revolución Democrática |
| LVII                                                       | 25 de abril de 2000-12 de julio de 2000           | Vacante                       | Partido de la Revolución Democrática |
| LVII                                                       | 12 de julio de 2000-31 de agosto de 2000          | Alberto Martínez Miranda      | Partido de la Revolución Democrática |
| LVIII                                                      | 1 de septiembre de 2000-31 de agosto de 2003      | Beatriz Cervantes Mandujano   | Partido Revolucionario Institucional |
| LIX                                                        | 1 de septiembre de 2003-31 de agosto de 2006      | Fernando Fernández García     | Partido Revolucionario Institucional |
| LX                                                         | 1 de septiembre de 2006-2 de abril de 2009        | Rafael Ramos Becerril         |                                      |
| LX                                                         | 2 de abril de 2009-23 de abril de 2009            | Alejandro Velázquez Lara      | Partido de la Revolución Democrática |
| LX                                                         | 23 de abril de 2009-2 de abril de 2009            | Rafael Ramos Becerril         |                                      |
| LXI                                                        | 1 de septiembre de 2009-1 de abril de 2012        | Armando Corona Rivera         | Partido Revolucionario Institucional |
| LXI                                                        | 1 de abril de 2012-16 de abril de 2012            | Vacante                       | Partido Revolucionario Institucional |
| LXI                                                        | 16 de abril de 2012-1 de mayo de 2012             | Armando Corona Rivera         | Partido Revolucionario Institucional |
| LXI                                                        | 1 de junio de 2012-9 de julio de 2012             | Vacante                       | Partido Revolucionario Institucional |
| LXI                                                        | 9 de julio de 2012-31 de septiembre de 2012       | Armando Corona Rivera         | Partido Revolucionario Institucional |
| LXII                                                       | 1 de septiembre de 2012-2 de marzo de 2015        | Reynaldo Navarro de Alba      | Partido Revolucionario Institucional |
| LXII                                                       | 3 de marzo de 2015-31 de agosto de 2015           | María Guadalupe Ayala Bravo   | Partido Revolucionario Institucional |
| LXIII                                                      | 1 de septiembre de 2015-15 de enero de 2018       | Maricela Serrano Hernández    | Partido Revolucionario Institucional |
| LXIII                                                      | 1 de febrero de 2018-31 de agosto de 2018         | Dalila Rodríguez García       | Partido Revolucionario Institucional |
| LXIV                                                       | 1 de septiembre de 2018-26 de abril de 2021       | Felipe Arvizu de la Luz       | Movimiento Regeneración Nacional     |
| LXIV                                                       | 28 de abril de 2021-15 de junio de 2021           | Pedro Antonio Vera Flores     | Partido del Trabajo (México)         |
| LXIV                                                       | 15 de junio de 2021-31 de agosto de 2021          | Felipe Arvizu de la Luz       | Movimiento Regeneración Nacional     |
| LXV                                                        | 1 de septiembre de 2021-9 de abril de 2024        | Armando Corona Arvizu         | Movimiento Regeneración Nacional     |
| LXV                                                        | 9 de abril de 2024-9 de mayo de 2024              | Brenda Marlén Barragán Juárez | Movimiento Regeneración Nacional     |
| LXV                                                        | 9 de mayo de 2024-31 de agosto de 2024            | Armando Corona Arvizu         | Movimiento Regeneración Nacional     |
| LXVI                                                       | 1 de septiembre de 2024-                          | Armando Corona Arvizu         | Movimiento Regeneración Nacional     |

## Resultados Electorales

### Elecciones de 2024
|  | 57.34 % |

|  | 26.84 % |

|  | 12.84 % |

|  | 0.09 % |

|  | 2.89 % |

|  | 100.0 % |

|  | 60.18 % |

### Elecciones de 2021
|  | 46.64 % |

|  | 34.08 % |

|  | 4.98 % |

|  | 4.42 % |

|  | 3.23 % |

|  | 1.51 % |

|  | 1.34 % |

|  | 0.88 % |

|  | 0.08 % |

|  | 2.84 % |

|  | 100.00 % |

|  | 52.66 % |

### Elecciones de 2018
|  | 49.10 % |

|  | 34.63 % |

|  | 13.47 % |

|  | 0.06 % |

|  | 2.74 % |

|  | 100.00 % |

|  | 63.20 % |

### Elecciones de 2015
|  | 46.04 % |

|  | 25.13 % |

|  | 6.98 % |

|  | 5.50 % |

|  | 4.04 % |

|  | 3.46 % |

|  | 2.09 % |

|  | 1.83 % |

|  | 1.07 % |

|  | 0.09 % |

|  | 3.77 % |

|  | 100.0 % |

|  | 46.24 % |

### Elecciones de 2012
|  | 38.26 % |

|  | 36.91 % |

|  | 16.94 % |

|  | 4.29 % |

|  | 0.34 % |

|  | 3.26 % |

|  | 100.0 % |

|  | 62.35 % |

### Elecciones de 2009
|  | 46.42 % |

|  | 16.41 % |

|  | 14.44 % |

|  | 11.84 % |

|  | 4.15 % |

|  | 1.26 % |

|  | 0.17 % |

|  | 5.27 % |

|  | 100.0 % |

|  | 50.84 % |

### Elecciones de 2006
|  | 47.53 % |

|  | 21.19 % |

|  | 17.47 % |

|  | 6.38 % |

|  | 4.11 % |

|  | 0.39 % |

|  | 2.94 % |

|  | 100.0 % |

|  | 61.38 % |